# Andreas Fuchs (Triathlet)
Andreas Fuchs (* 8. März 1975 in Wien) ist ein österreichischer Triathlet. Er ist vierfacher österreichischer Staatsmeister auf der Langdistanz (2009, 2010, 2011 und 2017) und er wird in der Bestenliste Österreicher Triathleten auf der Ironman-Distanz geführt.

## Werdegang
Sein sportlicher Werdegang begann 1985 in der Sporthauptschule Wien 22 mit dem Schwerpunkt Leichtathletik (Weitsprung, Laufen 60 bis 5000 m) sowie Langlaufen. Er erreichte den Mannschaftssieg bei den österreichischen Schülermeisterschaften 1988 im Crosslauf in Radstadt sowie ein paar Podestplätze im Crosslauf-Cup. 1989 kam Fuchs dann in den SV Donaustadt (Leichtathletik, Laufen).
Den ersten Sieg feierte er im Jahr 1995 in Wien beim Donauturm-Treppenlauf der Junioren und ein Jahr darauf lief er seinen ersten Marathon in 3:04 Stunden.

### Triathlon-Langdistanz seit 2001
Seinen ersten Triathlon über die Langdistanz (3,86 km Schwimmen, 180,2 km Radfahren und 42,195 km Laufen) – den Ironman Austria – beendete Fuchs im Jahr 2001 mit einer Zeit von 10:22 Stunden.

### Staatsmeister Triathlon Langdistanz 2009
Von 2009 bis 2011 holte er sich drei Mal in Folge in Podersdorf den Staatsmeistertitel auf der Triathlon-Langdistanz. Im August 2013 wurde er Vizestaatsmeister auf der Langdistanz. 2014 wurde er Dritter und 2015 wieder Vizestaatsmeister.
2011 startete er beim „Race across Australia“ und 2014 beim „Race across Russia“. Im August 2017 holte er sich mit dem zweiten Rang beim Austria-Triathlon seinen vierten Staatsmeistertitel auf der Langdistanz.
Im Juni 2018 gewann Andreas Fuchs auf der Mitteldistanz den Linz-Triathlon. Im Dezember belegte der 43-Jährige den zehnten Rang beim Ironman Western Australia, er gewann die Altersklasse 40–44 und qualifizierte sich damit für einen Startplatz beim Ironman Hawaii 2019.
Im September 2021 wurde der 46-Jährige Zweiter auf der Langdistanz beim Austria-Triathlon.

## Sportliche Erfolge
| Datum/Jahr    | Rang | Wettbewerb                     | Austragungsort  | Zeit     | Bemerkung |
| ------------- | ---- | ------------------------------ | --------------- | -------- | --- |
| 2. Juni 2018  | 1    | Linz-Triathlon                 | Linz            | 04:10:50 | Mitteldistanz |
| 26. Mai 2018  | 2    | Apfelland-Triathlon            | Stubenbergsee   | 04:03:06 | Mitteldistanz, 2. Platz steirische Meisterschaft hinter Christoph Schlagbauer (4:02:19 h)                                                                                   |
| 27. Mai 2017  | 10   | Linz-Triathlon                 | Linz            | 04:24:25 | Sieger der AK 40–49 |
| 17. Mai 2014  | 4    | Vienna City Triathlon          | Wien            | 03:20:29 | Das Rennen musste witterungsbedingt als Duathlon ausgetragen werden (5 km Laufen, 66 km Radfahren und 20 km Laufen).                                                        |
| 28. Okt. 2012 | DNF  | Ironman 70.3 Miami             | Miami           | –        | Rennabbruch nach der Radstrecke |
| 22. Sep. 2012 | 16   | Ironman 70.3 Pays d’Aix France | Aix-en-Provence | 04:20:59 | |
| 2. Sep. 2012  | 9    | TriStar111 Monaco              | Monaco          | 03:53:36 | |
| 5. Aug. 2012  | 6    | TriStar111 Estonia             | Otepää          |          | [ 2 ] |
| 18. Okt. 2011 | 1    | TriStar 111 Split              | Split           | 03:49:52 | 1 km Schwimmen, 100 km Radfahren und 10 km Laufen |
| 2011          | 1    | Apfelland-Triathlon            | Stubenbergsee   |          | 3. Sieg auf der Mitteldistanz in Folge |
| 2010          | 1    | Apfelland-Triathlon            | Stubenbergsee   |          | Sieg auf der Mitteldistanz vor Markus Strini |
| 2010          | 2    | Sprinttriathlon                | Piberstein      |          | |
| 2010          | 3    |                                | Gosdorf         |          | Steirischer Meister am Röck-See über die Halbdistanz |
| 2009          | 1    | Apfelland-Triathlon            | Stubenbergsee   |          | Mitteldistanz |
| 31. Mai 2008  | 3    | Vienna City Triathlon          | Wien            |          | Dritter und bester Österreicher auf der Halbdistanz (2 km Schwimmen, 90 km Radfahren und 20 km Laufen) – hinter dem Tschechen Petr Vabroušek und dem Deutschen Lothar Leder |
| 2008          | 2    | Königsdorfer Triathlon         | Königsdorf      |          | Mitteldistanz |
| 16. Juni 2007 | 4    | Vienna City Triathlon          | Wien            |          | Halbdistanz |
| 2007          | 2    | Königsdorfer Triathlon         | Königsdorf      |          | Mitteldistanz |
| 2006          | 1    | Königsdorfer Triathlon         | Königsdorf      |          | Sprinttriathlon |
| 2005          | 3    | Sprinttriathlon                | Piberstein      |          | |
| 2005          | 6    |                                | Graz            |          | Steirischer Meister über die Halbdistanz |
| 2005          | 2    |                                | Stubenberg      |          | Kurzdistanz |
| 2004          | 2    | Steirer-Cup                    | Osterreich      |          | |
| 2003          | 5    | Thermentriathlon               | Fürstenfeld     |          | Premiere des Sprinttriathlon |

| Datum/Jahr    | Rang | Wettbewerb                                     | Austragungsort | Zeit     | Bemerkung                                                                          |
| ------------- | ---- | ---------------------------------------------- | -------------- | -------- | ---------------------------------------------------------------------------------- |
| 4. Sep. 2021  | 2    | Austria-Triathlon                              | Podersdorf     | 08:25:49 |                                                                                    |
| 12. Okt. 2019 | 543  | Ironman Hawaii                                 | Hawaii         | 10:00:30 | Rang 85 in der Altersklasse 40–44                                                  |
| 2. Dez. 2018  | 10   | Ironman Western Australia                      | Busselton      | 08:47:41 | Sieger der Altersklasse 40–44                                                      |
| 13. Okt. 2018 | 315  | Ironman Hawaii                                 | Hawaii         | 09:26:33 | Rang 45 in der Altersklasse 40–44                                                  |
| 1. Sep. 2018  | 2    | ÖTRV Staatsmeisterschaft Triathlon Langdistanz | Podersdorf     | 08:49:15 | Vizestaatsmeister Langdistanz                                                      |
| 2. Sep. 2017  | 1    | ÖTRV Staatsmeisterschaft Triathlon Langdistanz | Podersdorf     | 08:21:22 | als Zweiter beim Austria-Triathlon mit neuer persönlicher Bestzeit                 |
| 2. Okt. 2016  | 16   | Ironman Barcelona                              | Calella        | 08:38:20 |                                                                                    |
| 4. Sep. 2016  |      | Austria-Triathlon                              | Podersdorf     | 09:00:28 | Finish trotz Sturz mit Rahmenbruch in Führung liegend mit einer Zuschauerin        |
| 26. Juni 2016 | DNF  | ÖTRV Staatsmeisterschaft Triathlon Langdistanz | Klagenfurt     | –        | Rennabbruch beim Ironman Austria, wegen der Folgen der Unterkühlung beim Schwimmen |
| 10. Okt. 2015 | 502  | Ironman Hawaii                                 | Hawaii         | 10:20:56 | Ironman World Championships                                                        |
| 5. Sep. 2015  | 2    | ÖTRV Staatsmeisterschaft Triathlon Langdistanz | Podersdorf     | 08:31:49 | beim Austria-Triathlon                                                             |
| 26. Okt. 2014 | 7    | ICAN Gandia-Valencia                           | Valencia       | 09:03:39 | auf der Langdistanz                                                                |
| 6. Sep. 2014  | 3    | ÖTRV Staatsmeisterschaft Triathlon Langdistanz | Podersdorf     | 08:34:32 |                                                                                    |
| 29. Juni 2014 | 36   | Ironman Austria                                | Klagenfurt     | 08:56:21 |                                                                                    |
| 24. Aug. 2013 | 2    | ÖTRV Staatsmeisterschaft Triathlon Langdistanz | Podersdorf     | 08:37:50 | Vizestaatsmeister auf der Langdistanz beim Austria-Triathlon                       |
| 30. Juni 2013 | 17   | Ironman Austria                                | Klagenfurt     | 08:43:02 |                                                                                    |
| 3. Nov. 2012  | 13   | Ironman Florida                                | Panama City    | 08:35:23 | Radzeit 4:15 h (war damit unter den Top-10-Radzeiten in einem Ironman-Rennen)      |
| 16. Sep. 2012 | 7    | Ironman Wales                                  | Pembrokeshire  | 09:16:09 |                                                                                    |
| 27. Aug. 2011 | 1    | ÖTRV Staatsmeisterschaft Triathlon Langdistanz | Podersdorf     | 08:44:43 | Staatsmeister auf der Langdistanz beim Austria-Triathlon (3. Sieg in Folge)        |
| 10. Juli 2011 | 21   | Challenge Roth                                 | Roth           | 08:40:44 |                                                                                    |
| 3. Okt. 2010  | 4    | TriStar 222 Sardinia                           | Arzachena      | 07:39:01 | 2 km Schwimmen, 200 km Radfahren und 20 km Laufen – an der Costa Smeralda          |
| 28. Aug. 2010 | 1    | ÖTRV Staatsmeisterschaft Triathlon Langdistanz | Podersdorf     | 08:29:42 | Österreichischer Staatsmeister auf der Langdistanz beim Austria-Triathlon          |
| 4. Juli 2010  | 11   | Ironman Austria                                | Klagenfurt     | 08:43:18 | Langdistanz                                                                        |
| 4. Okt. 2009  | 22   | Challenge Barcelona-Maresme                    | Barcelona      | 08:58:13 | über die Langdistanz                                                               |
| 29. Aug. 2009 | 1    | ÖTRV Staatsmeisterschaft Triathlon Langdistanz | Podersdorf     | 08:53:04 | beim Austria-Triathlon Österreichischer Staatsmeister auf der Langdistanz          |
| 5. Juli 2009  | 21   | Ironman Austria                                | Klagenfurt     | 08:54:45 |                                                                                    |
| 13. Juli 2008 | 22   | Ironman Austria                                | Klagenfurt     | 08:50:32 |                                                                                    |
| 16. Juli 2006 | 26   | Ironman Austria                                | Klagenfurt     | 09:04:02 | 3. Rang in der Klasse M30                                                          |
| 21. Okt. 2006 | 260  | Ironman Hawaii                                 | Hawaii         | 09:47:39 | Ironman World Championships                                                        |
| 5. Juli 2005  | 73   | Ironman Austria                                | Klagenfurt     | 09:29:51 |                                                                                    |
| 4. Juli 2004  | 69   | Ironman Austria                                | Klagenfurt     | 09:31 27 |                                                                                    |
| Aug. 2001     | 22   | Austria-Triathlon                              | Podersdorf     | 10:08:17 |                                                                                    |
| 1. Juli 2001  | 236  | Ironman Austria                                | Klagenfurt     | 10:22:06 | erster Ironman-Start                                                               |

| Datum/Jahr | Rang | Wettbewerb              | Austragungsort | Zeit | Bemerkung |
| ---------- | ---- | ----------------------- | -------------- | ---- | --------- |
| 2005       | 6    | Mürzman Extrem-Duathlon | Mürzzuschlag   |      |           |
| 2005       | 1    | Sprintduathlon          | Riegersburg    |      |           |

(DNF – Did Not Finish)